# Championnat de Suisse de football de deuxième division 1947-1948
Le championnat de Suisse de football de Ligue nationale B 1947-1948 a vu la victoire de l'Urania Genève Sport.

## Format
Le championnat se compose de 14 équipes. Les deux premiers sont promus en Ligue nationale A. Les deux derniers sont relégués en 1e Ligue.

## Classement final
| Place | Club                    | Pts | J  | V  | N  | D  | Buts + | Buts - | Diff. |
| 1er   | Urania Genève Sport 1   | 36  | 26 | 17 | 2  | 7  | 57     | 28     | +29   |
| 2e    | FC Chiasso 1            | 36  | 26 | 15 | 6  | 5  | 63     | 34     | +29   |
| 3e    | FC Fribourg             | 34  | 26 | 13 | 8  | 5  | 54     | 42     | +12   |
| 4e    | BSC Young Boys          | 30  | 26 | 10 | 10 | 6  | 55     | 39     | +16   |
| 5e    | FC Saint-Gall           | 28  | 26 | 11 | 6  | 9  | 55     | 43     | +12   |
| 6e    | FC Nordstern Bâle       | 28  | 26 | 12 | 4  | 10 | 54     | 48     | +6    |
| 7e    | SC Brühl                | 26  | 26 | 10 | 6  | 10 | 57     | 49     | +8    |
| 8e    | FC Lucerne              | 26  | 26 | 9  | 8  | 9  | 46     | 42     | +4    |
| 9e    | FC Aarau                | 26  | 26 | 10 | 6  | 10 | 40     | 42     | -2    |
| 10e   | CS International Genève | 24  | 26 | 8  | 8  | 10 | 35     | 39     | -4    |
| 11e   | SC Zoug                 | 23  | 26 | 7  | 9  | 10 | 38     | 49     | -11   |
| 12e   | FC Thoune               | 18  | 26 | 4  | 10 | 12 | 24     | 60     | -36   |
| 13e   | FC Concordia Bâle       | 15  | 26 | 7  | 1  | 18 | 38     | 66     | -28   |
| 14e   | FC Schaffhouse          | 14  | 26 | 4  | 6  | 16 | 34     | 69     | -35   |

1 L'Urania Genève Sport et le FC Chiasso ayant terminé avec le même nombre de points, un match de barrage sera nécessaire pour les départager.

## À l'issue de la saison

### Match de barrage
| Date          | Vainqueur           | Finaliste  | Score | Lieu   |  |
| date inconnue | Urania Genève Sport | FC Chiasso | 4 - 3 | Zurich |  |

### Promotions
- L'Urania Genève Sport et le FC Chiasso sont promus en Ligue nationale A
- Le FC Mendrisio et le Vevey-Sports rejoignent la Ligue nationale B

### Relégations
- Le FC Berne et le FC Cantonal Neuchâtel sont relégués en Ligue nationale B
- Le FC Concordia Bâle et le FC Schaffhouse sont relégués en 1e Ligue

## Résultats complets
- RSSSF